# Uczenie się nieformalne
Uczenie się nieformalne (ang. Informal learning) – nabywanie wiedzy, umiejętności i kompetencji społecznych w toku różnorodnych aktywności poza zorganizowanymi formami kształcenia się.
Definicja odnosi się do projektu Polskiej Ramy Kwalifikacji, realizowanego przez Instytut Badań Edukacyjnych.
Wyżej podana definicja nawiązuje zarówno do definicji przedstawionej przez Cedefop (2008, Terminologia europejskich przepisów dotyczących edukacji i szkoleń, Wybór 100 kluczowych terminów. Luksemburg: Biuro Urzędowych Publikacji Wspólnot Europejskich) s, jak i do definicji stosowanej przez Eurostat (2006, Klasyfikacja zajęć edukacyjnych – podręcznik. Luksemburg: Biuro Urzędowych Publikacji Wspólnot Europejskich). Uczenie się nieformalne jest ujmowane jako ciąg czynności, podejmowanych w celu samodzielnego nauczenia się czegoś, i/lub jako proces uczenia się, który towarzyszy innej aktywności (pracy, uczestnictwu w różnych wydarzeniach lub aktywności o charakterze rekreacyjnym). Kryterium odróżniającym uczenie się nieformalne od edukacji formalnej pozaformalnej jest istnienie podmiotu organizującego proces uczenia się (uczenie się nieformalne jest niezorganizowane w ten sposób). Stworzenie krajowego systemu kwalifikacji zwiększy możliwość potwierdzania kompetencji zdobytych w drodze uczenia się nieformalnego.